# Microtus hyperboreus
Microtus hyperboreus је сисар из реда глодара и породице хрчкова (лат. Cricetidae).

## Распрострањење
Русија је једино познато природно станиште врсте.

## Станиште
Врста Microtus hyperboreus има станиште на копну.

## Начин живота
Врста Microtus hyperboreus прави гнезда.

## Угроженост
Ова врста није угрожена, и наведена је као последња брига јер има широко распрострањење.

### Популациони тренд
Популациони тренд је за ову врсту непознат.